# Cresuia
Cresuia – wieś w Rumunii, w okręgu Bihor, w gminie Curățele. W 2011 roku liczyła 437 mieszkańców.